# Petr Punčochář
Petr Punčochář (* 8. června 1983 Tábor) je český lední hokejista hrající na postu obránce. Hrával za juniory Českých Budějovic či Karlových Varů, ale přitom již od sezóny 1999/2000 pronikal také do soutěží mužů. V nich střídal celek Karlových Varů, Mostu, Baníku Sokolov, Havířova, Chomutova, Znojma, Dukly Jihlava či Kadaně nebo Písku. Od sezony 2005/2006 stabilně nastupoval za Litvínov, odkud během léta 2010 přestoupil do Vítkovic. V roce 2012 však u něj lékaři identifikovali zúžení stěny srdeční tepny. To znamenalo okamžitý konec sportování a absolvování operace. Po ní pak Punčochář přibližně rok nehrál. Po pauze nastoupil v sezóně 2013/2014 ke třem utkáním za Vítkovice, ale rozehrával se za havířovské mužstvo. Na další sezónu ho Vítkovice poslaly na hostování do Českých Budějovic. A od ročníku 2015/2016 hostoval opět z Vítkovic v klubu HC Slavia Praha. Zde ovšem kvůli nenaplněným očekávání, které do něj vedení pražského celku vkládalo, na začátku listopadu 2015 skončil.